# أندريا بوتشيلي
أندريا أنجل بوتشيلـّي (بالإيطالية: Andrea Bocelli)، الحائز على وسام استحقاق الجمهورية الإيطالية ووسام استحقاق دوارتي وسانشيز وميلا (من مواليد 22 سبتمبر 1958)، هو مغني أوبرا إيطالي، وكاتب أغانٍ، ومنتج تسجيلات. صرحت سيلين ديون: «إن كان للإله صوت غنائي، فلا بد أن يكون شبيهًا جدًا بصوت أندريا بوتشيلـّي»، وغالبًا ما يصف ديفيد فوستر، منتج التسجيلات، صوت بوتشيلـّي بأنه أجمل صوت في العالم.
في أعقاب حادث كرة قدم، شُخّص بوتشيلـّي بإصابته بالزرق الرضحي، وأصبح أعمى تمامًا في سن الثانية عشرة. منذ عام 1982، سجّل بوتشيلـّي 15 ألبومًا منفردًا لكل من موسيقى البوب والموسيقى الكلاسيكية، وثلاثة ألبومات متميزة، وتسعة عروض أوبرالية كاملة، وبيع أكثر من 90 مليون تسجيل في جميع أنحاء العالم. حقق نجاحًا بصفته مغني كروس أوفر، آخذًا الموسيقى الكلاسيكية إلى قمة قوائم البوب العالمية.
في عام 1998، أُعلن بوتشيلـّي واحدًا من أجمل 50 شخصًا في مجلة بيبول. في عام 1999، ترشح لجائزة أفضل فنان جديد في جوائز الغرامي. «ذا براير» هي أغنية مشتركة (ديو) له مع سيلين ديون لفيلم الرسوم المتحركة كويست فور كاميلوت، الذي فاز بجائزة غولدن غلوب لأفضل أغنية أصلية ورُشّح لجائزة الأوسكار لأفضل أغنية أصلية. سجل رقمًا قياسيًا في موسوعة غينيس للأرقام القياسية مع إصدار ألبومه الكلاسيكي ساكرد آرياس، لأنه احتل في وقت واحد المراكز الثلاثة الأولى على قوائم الألبومات الكلاسيكية للولايات المتحدة.
عُيّن بوتشيلـّي ضابطًا كبيرًا لوسام استحقاق الجمهورية الإيطالية في عام 2006، وكُرّم بنجمة في ممر الشهرة في هوليوود في 2 مارس عام 2010 لمساهمته على المسرح المباشر.

## نشأته
وُلد بوتشيلـّي لألساندرو وإيدي بوتشيلـّي. نصح الأطباء الزوجين بإجهاضه، إذ تنبؤوا بأن الطفل سيولد مصابًا بإعاقة. كان واضحًا عند الولادة أن بوتشيلـّي يعاني العديد من المشكلات مع بصره، وشُخّص في النهاية بالزرق الخلقي. ذكر أن قرار والدته أن تنجبه وتجاهلها نصيحة الطبيب كان مصدر إلهام له لمعارضة الإجهاض.
نشأ بوتشيلـّي في مزرعة عائلته، حيث باعوا الآلات الزراعية وصنعوا النبيذ في قرية لا ستيرزا الصغيرة، وهي فراتسيوني من لاجاتيكو، في توسكاني، إيطاليا، على بعد نحو 40 كيلومترًا (25 ميلًا) جنوب بيزا. لا تزال والدته وشقيقه الأصغر ألبرتو يعيشان في منزل العائلة؛ توفي والده في عام 2000.
أظهر بوتشيلـّي شغفًا كبيرًا بالموسيقى وهو صبي صغير. قالت والدته إن الموسيقى هي الشيء الوحيد الذي يريحه. بدأ دروس العزف على البيانو في سن 6 سنوات، وتعلم بعد ذلك العزف على الفلوت، والساكسفون، والبوق، والترومبون، والإيتار، والطبول. أعطته مربيته أوريانا السجل الأول لـفرانكو كوريلي، وبدأ يظهر اهتمامه بالغناء بطبقة التينور. في سن السابعة، كان قادرًا على التعرف على الأصوات الشهيرة في ذلك الوقت وحاول محاكاة المغنّين العظماء.
في سن الثانية عشرة، فقد بوتشيلـّي بصره بعد تعرضه لحادث في أثناء مباراة لكرة القدم. أُصيبت عينه وهو يلعب حارس مرمى في أثناء مباراة وعانى نزفًا دماغيًا. لجأ الأطباء إلى العلقيات في محاولة أخيرة لإنقاذ بصره، لكنهم فشلوا وبقي أعمى.
أمضى بوتشيلـّي أيضًا وقتًا في الغناء خلال طفولته. قدّم حفلته الموسيقية الأولى في قرية صغيرة غير بعيدة عن مكان ولادته. فاز لأول مرة في مسابقة للغناء في سن 14 بغنائه «أو سولي ميو» في مارغريتا دورو في فياريدجو. أنهى المرحلة الثانوية في عام 1980، ثم درس الحقوق في جامعة بيزا. أقام أمسيات في حانات البيانو لكسب المال، وهناك التقى زوجته المستقبلية إنريكا في عام 1987. أكمل الدراسة في كلية الحقوق وأمضى سنة بصفته محاميًا مُعيّنًا من قبل المحكمة.

## حياته
ولد بوتشيلـّي لوالدين كانا يعملان ببيع الآلات الزراعية، وصناعة النبيذ في قرية صغيرة تدعى لا ستيرزا، والتي تبعد 50 كلم عن بيزا.
في طفولته كان بوتشيلـّي يعزف على الأورجن في الكنيسة، وفي 12 من عمره فاز في مسابقة مارغاريتا دي أورو، على أغنيته «أو سولي ميو»، وهو فوزه الأول في عالم الموسيقى، في العام ذاته فقد بوتشللي بصره إثر إصابة نتجت عن لعبة كرة القدم، بعد أن كان لديه ضعف وراثي في البصر يؤدي بشكل تدريجي إلى العمى. درس القانون في جامعة بيزا وتخرج محاميا منها استجابة لرغبة والده، ولكنه لم ينسى شغفه بالموسيقى، فبعد سنة من عمله كمحامي، بدأ بأخذ دروس في الموسيقى على يد المايسترو لوتشانو بيتريني، ليتفرغ بعدها كليا للموسيقى.
في عام 1987 ألتقى بأنريكا شينزاتي وتزوجها في عام 1992، وأنجب منها آموس (ولد 22 فبراير 1995)، وماتيو (ولد 8 أكتوبر عام 1997)، وفي عام 2002، انفصل بوتشللي عن أنريكا، وتعرف على فيرونيكا بيرتي التي تبلغ من العمر 24 عام.

## البدايات
في عام 1992، سمع مغني الروك الإيطالي زوسشيرو أندريا وهو يغني، فقام بأداء أغنية «ميسيريري» معه، سمعها لوتشانو بافاروتي، فعاد أندريا وغناها مع بافاروتي، لكنه في نفس العام رافق زوسشيرو في جولة غنائية بأوروبا.
في عام 1994 فاز بوتشيلـّي عن أدائه أغنية «بحر الهدوء المسائي» بمهرجان سان ريمو، المختص بالأغنية الإيطالية. في العام ذاته قام بوتشيلـّي بأداء دور ماكدوف بأوبرا جوزيبي فيردي، ماكبث، ثم قام بالغناء في مودينا، في حفلة نظمها بافاروتي، وأيضا غنى للبابا يوحنا بولس الثاني في أعياد رأس السنة.
في عام 1995، أحتلت أغنيته «معك سأحيا» المركز الرابع في مهرجان سان ريمو، والتي صدرت في ألبومه بوتشيلـّي.

## أندريا صوت للعالم
- في عام 1996، قام بأداء أغنية «معك سأحيا»، برفقة السوبرانو الإنجليزية ساره برايتمان، لكن باسم جديد «وقت الوداع»، والتي حطمت أرقام البيع، وظلت في قائمة أفضل الأغاني في ألمانيا لستة أشهر تقريبا. لاحقا غنى بوتشيلـّي في باريس، بلونيا، توري ديل لاقو، وحتى الفاتيكان. أطلق العديد من الألبومات، إلى أن دخل إلى الأسواق الأمريكية عام 1998، بعد أن غنى في مركز جي. إف. كيندي للفنون الحية، وأيضا قام بالغناء في البيت الأبيض. في العام التالي قام برحلة في أمريكا الشمالية والجنوبية، وأيضا قام باداء أغنية مع المغنية الكندية سيلين ديون، وقام أيضا بأداء أول أوبرا تنقل عبر الأنترنت على الهواء مباشرة من دار الأوبرا ديترويت مع دينسي قرافز.
- في عام 2002 أعاد أندريا جولته في أمريكا، وحصل على جائزتين من جوائز الموسيقى العالمية. منذ ذلك الحين وأندريا يقيم حفلات موسيقية في أرجاء العالم بما فيها الأغنية التي غناها لدوري السلة الأمريكي NBA، في عام 2006 أغنيته «كل نجوم نهاية الأسبوع» في هيوستن، وأيضا قام بغناء «لأننا نؤمن» من ألبومه «أموري»، في الحفلة الختامية للألعاب الشتوية في تورينو.
- في عام 2006، قام بالغناء مع الستة الباقين من برنامج أمريكان أيدول.
- في عام 2007 قام بالغناء في مراسم تأبين مغني الأوبرا الإيطالي لوتشانو بافاروتي.
- في عام 2009 قام بالغناء في افتتاح نهائي دوري أبطال أوروبا بين برشلونة الإسباني ومانشستر يوناتيدالإنجليزي في ملعب الأوليمبكو في روما.
- في عام 2016 : قام بالغناء في الجولة ماقبل الاخيره بالدوري الإنجليزي مباراة ليستر سيتي وايفرتون وتوج ليستر سيتي بعد المباراة بالدوري الممتاز لأول مره في تاريخه
- في 1 فبراير 2019، أقام حفل موسيقي في مهرجان شتاء طنطورة الذي أقيم في العلا لأول مرة في المملكة العربية السعودية.[22]

## نقد
ينتقد البعض قيام أندريا بوتشيلـّي بالغناء الأوبرالي، رغم أنه مغني بوب أساسا، دون أن يدرس الأوبرا، إلى أن مؤيديه يرون أنه لا حاجة له بدراسة هذا الفن بل يكفي الإحساس الذي يبعثه في الأغنية.

## ألبومات
- رومينزا (1996)
- آريا - ألبوم أوبرا (1997)
- ترنيمة للعالم (1997)
- بحر الهدوء المسائي (1998)
- رحلة إيطالية (1998)
- بوتشيلي (1998)
- ترنيمة للعالم 2 (1998)
- حلم (1999)
- أرياس المقدسة (1999)
- فيردي (2000)
- لا بوهيمي (2000)
- أحساس (2002)
- توسكا (2003)
- إيل ترافاتوري (2004)
- أندريا (2004)
- ويرتير (2005)
- حب (2006)
- ليوناكفاللو: باقيلياتشي مع أنا ناريا مارتنيز (2006)

### من أهم أغانيه
في ألبوم Romanza وترجمتها للعربية (أنشودة):
- con te partiro (سأسافر معك) بالإسبانية por ti volare
- vivere (أتحدى لأعيش) بالإسبانية vivire
- per amore (من أجل الحب) بالإسبانية por amor
- IL MARE CALMO DELLA SERA (البحر هادئ هذه الليلة) بالإسبانية El Silenzio De La Spera
- إنريكو كاروسو وهي بمثابة تكريم للحب الكبير الذي أسر قلب أعظم تينور في التاريخ Enrico Caruso
- Macchine Da Guerra (آلات الحرب)
- Vivo Per Lei (أعيش من أجلها) بالإسبانية Vivo Por ella تعد هذه الأغنية من أجمل الأغاني في القرن العشرين وقام أندريا بأدائها في خمس لغات وهي الأغنية الوحيدة في العالم التي تمت تأديتها بخمس لغات مختلفة وهي الإيطالية والإسبانية والألمانية والفرنسية والبرتغالية
- romanza
- La luna che non c'e (القمر الذي لم يظهر)
- Miserere مع المغني (جون مايلز)
- Time to say Goodbye مع السوبرانو سارة بريتمان وهي مشابهة تماماً لأغنية (con te partiro) بل هي نفسها لكن في عنوان آخر وبلحن أوبرالي أكثر

## وصلات خارجية
- أندريا بوتشيلي على موقع IMDb (الإنجليزية)
- أندريا بوتشيلي على موقع ميتاكريتيك (الإنجليزية)
- أندريا بوتشيلي على موقع الموسوعة البريطانية (الإنجليزية)
- أندريا بوتشيلي على موقع روتن توميتوز (الإنجليزية)
- أندريا بوتشيلي على موقع مونزينجر (الألمانية)
- أندريا بوتشيلي على موقع ألو سيني (الفرنسية)
- أندريا بوتشيلي على موقع ميوزك برينز (الإنجليزية)
- أندريا بوتشيلي على موقع أول موفي (الإنجليزية)
- أندريا بوتشيلي على موقع قاعدة بيانات الأفلام السويدية (السويدية)
- أندريا بوتشيلي على موقع إن إن دي بي (الإنجليزية)
- موقع أندريا بوتشيلـّي